# Collegi elettorali del Regno di Sardegna del 1856
I ventiquattro collegi elettorali del Regno di Sardegna del 1856 per la regione della Sardegna furono stabiliti territorialmente sostituendo i precedenti collegi nei quali gli elettori erano suddivisi alfabeticamente in gruppi di pari numero, come previsto dal Regio editto del 17 marzo 1848.

## Elenco
| Numero | Collegio 1848 | Collegio 1856 |
| ------ | ------------- | ------------- |
| 181    | Cagliari I    | Cagliari I    |
| 182    | Cagliari II   | Cagliari II   |
| 183    | Cagliari III  | Quarto        |
| 184    | Cagliari IV   | Decimo        |
| 185    | Cagliari V    | Sanluri       |
| 186    | Sassari I     | Sassari       |
| 187    | Sassari II    | Nulvi         |
| 188    | Sassari III   | Itiri         |
| 189    | Alghero I     | Alghero       |
| 190    | Alghero II    | Tiesi         |
| 191    | Cuglieri      | Cuglieri      |
| 192    | Cuglieri II   | Bosa          |
| 193    | Iglesias      | Iglesias      |
| 194    | Iglesias II   | Villacidro    |
| 195    | Isili         | Isili         |
| 196    | Isili II      | Mandas        |
| 197    | Lanusei       | Lanusei       |
| 198    | Nuoro         | Nuoro         |
| 199    | Nuoro II      | Bono          |
| 200    | Oristano I    | Oristano I    |
| 201    | Oristano II   | Ales          |
| 202    | Oristano III  | Busachi       |
| 203    | Ozieri        | Ozieri        |
| 204    | Tempio        | Tempio        |